# HMS Holland 1 (1902)

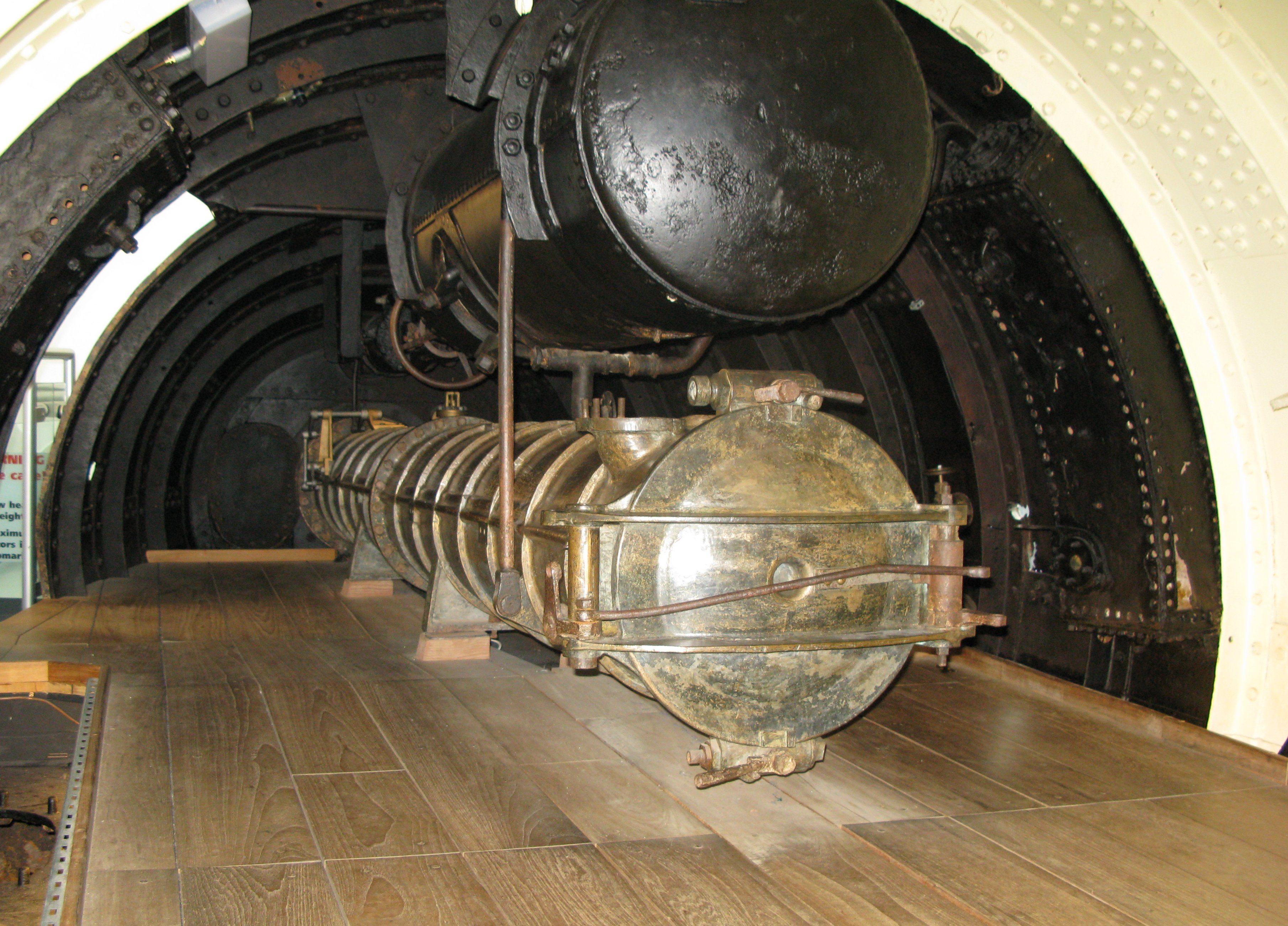
Torpedobuis van HMS Holland

De Holland 1 was de eerste onderzeeër die gebouwd is in opdracht van de Royal Navy. De onderzeeër was de eerste in een zesdelige serie.

## Korte geschiedenis
Hoewel het idee van een onderzeeër bepaald niet nieuw was, duurde het wel tot in de negentiende eeuw tot deze vaartuigen ook daadwerkelijk gebouwd en besteld werden. Al in 1875 stuurde de van oorsprong Ierse, maar naar de Verenigde Staten geëmigreerde, John Philip Holland zijn eerste ontwerpen naar het Amerikaanse leger, die deze echter als onwerkbaar afwees. Ierse nationalisten waren echter wel onder de indruk, en financierden Holland in zijn verdere ontwikkeling. In 1900 werd door de Verenigde Staten het eerste ontwerp geaccepteerd, de USS Holland (SS-1), en in 1901 volgde een bestelling door de Britse marine.
De Britten waren destijds nog steeds een grootmacht op zee, maar hielden buitenlandse ontwikkelingen vooral van een afstand in de gaten. In 1901 sloten zij een overeenkomst met de Amerikaanse maatschappij welke de patenten bezat (American Electric Boat Company) om onder licentie een vijftal van deze onderzeeërs te bouwen in de haven van Barrow-in-Furness. Per schip werd er 35.000 pond betaald. Typerend voor de houding van de Britse marine destijds ten opzichte van onderzeeërs was het feit dat de Holland 1 geen ceremonie kreeg bij de tewaterlating. Dit omdat het hele concept van onderzeeërs nog als experimenteel werd beschouwd.
In 1902 werd de Holland 1, samen met een andere voltooide versie van hetzelfde type, in gebruik genomen, en gestationeerd bij de HMS Hazard, een drijvende onderzeeërbasis. Hoewel de marine zich ten volle bewust was van de gevaren die onderzeeërs met zich meebrengen, er werd een apart trainingsprogramma voor opgezet, werd ook uiteindelijk het belang onderkend. De bevelvoerend kapitein Reginald Bacon schreef een aantal maanden na ingebruikname:

Even these Little Boats would be a terror to any ship attempting to remain or pass near a harbour holding them.

## Ondergang en conservering
Op 5 november 1913 is de Holland 1 ten onder gegaan nabij Eddystone terwijl hij op weg was naar de haven waar hij zou worden gesloopt. Nadat in 1980 de zoektocht naar het wrak was ingezet, is het op 14 april 1981 gevonden en opgehaald in 1982. Hoewel de Holland 1 in 1983 geheel was schoongemaakt en behandeld met een middel tegen roest, bleek in 1993 dat het toch te erg was aangetast door roestprocessen om het zo verder te laten gaan.
De Holland 1 werd voor een periode van vier jaar in een natriumcarbonaatoplossing geplaatst (er werd een plexiglas tank om de boot heen gebouwd), waardoor de chloride-ionen werden verwijderd van het oppervlak. Deze ionen waren verantwoordelijk voor de roestprocessen, en hierdoor was het dan ook weer mogelijk om de boot ten toon te stellen. Deze maal werd, in tegenstelling tot in 1983, niet ervoor gekozen om de boot er als nieuw uit te laten zien, maar juist de huidige staat duidelijk te maken. Hoewel de belangrijkste onderdelen van de oorlogsonderzeeër nog wel aanwezig zijn, missen er ook onderdelen, die er bij diens laatste reis uitgehaald zijn.
De Holland 1 is te bezichtigen als museumboot in het Royal Navy Submarine Museum, met informatie over alle typen onderzeeërs, van de Holland 1 tot de kernonderzeeërs.